# Sylvanian Families
Sylvanian Families (シルバニアファミリー Shirubania famirī?) là một loại đồ chơi hình con thú do hãng Epoch của Nhật Bản sản xuất.